# Riepe
Riepe ist eine 1000 Jahre alte Reihensiedlung im Landkreis Aurich in Ostfriesland und ein Ortsteil der Gemeinde Ihlow. Die Ortschaft Riepe hatte im Mai 2017 2.160 Einwohner.

## Lage und Geographie
Das Dorf erstreckt sich auf einem sehr niedrigen Geestrücken. Das Hochmoor zwischen Simonswolde und Riepe reichte einst bis an die Dorfstraße. Die älteste, östliche Häuserreihe steht auf ehemaligem Moorrand, der durch eine einen Meter dicke Sandschicht künstlich aufgehöht wurde. Im Osten der Straße liegen hinter den Höfen sehr lange, schmale Flurstücke (Riepster Ackers), die als „Upstrecken“ in das Moor vorgetrieben wurden. Westlich der Dorfstraße und des Dorfbaches breitet sich der Delling aus, der früher Allmende im Gesamthandseigentum der Dorfbewohner war und auf dem ungezählte Gänse (Riepste Göös) weideten. Zum Ortsteil Riepe gehört auch die Siedlung Wrantepott am Ems-Jade-Kanal. Rund vier Kilometer südlich des Ortes verläuft die A 31 mit der Ausfahrt Riepe.

## Geschichte
Riepe liegt auf einem flachen, schmalen Geestrücken, der den südöstlichen Rand der Niederung von der alten Ehe und dem Ridding begrenzt. Dieser Geestrücken wurde als „de hooge Rype“ bezeichnet. Auch der Name Riepe leitet sich von lateinisch „Rand“ ab; = Rype. Man nimmt an, dass sich im Gebiet vor allem diejenigen Siedler ansiedelten, die im frühen Mittelalter durch verheerende Sturmfluten aus dem Gebiet der Leybucht verdrängt wurden. Möglicherweise ist Riepe die älteste dieser Ansiedlungen, da es einst über die längsten Aufstreckungen verfügte. Riepe verfügt über eine vor der Reformation entstandene Kirche, die offenbar wie die von Simonswolde einst an einer anderen, überflutungsgefährdeten Stelle lag. Die heutige Kirche entstand 1554. Die alte Kirche war möglicherweise eine Kapelle aus dem 12. oder 13. Jahrhundert und lag im Bereich „de Oldehof“. Beide Kirchstellen waren lange noch mit einem Weg verbunden. Der Kirchturm ist als „Teebüchse“ bekannt. Diese etwas stilistisch untypische Dachabdeckung erhielt der Glockenturm jedoch erst, nachdem die Kirche nach den Überflutungen 1717 durch die Weihnachtsflut starke Schäden am Fundament erlitt. Die Umgebung Riepes war bis in die sechziger Jahre hinein sehr stark vom Wasser geprägt. Viele Flächen standen während der Wintermonate unter Wasser, so dass Verkehr und der Transport von Waren oft mit Jollen bewerkstelligt wurde. Die Flächen, die direkt westlich des Ridding lagen und die alte Flutmulde des Ridding darstellten, wurden als Gemeindeweide („Oll Gatt“) genutzt.
Ehemals gab es im Dorf Riepe viele Rohrschneider, Entenjäger und Fischer, die in der wasserreichen Umgebung mit Hilfe der sogenannten „Riepster Jolle“ ihrem Gewerbe nachgingen.
Riepe war durch die Gänsezucht bekannt geworden, eine alte Gänserasse namens „Riepster Gans“ stammte daher. Diese Gänserasse hat sich bis in unsere Tage mit wenigen Tieren erhalten.
Am 1. Juli 1972 wurde Riepe in die neue Gemeinde Ihlow eingegliedert.
Der Gemeinderat wählte trotz der Größe und vorhandenen besseren Infrastruktur in Riepe den Ort Ihlowerfehn am 4. Dezember 1972 mit einer Stimme Mehrheit zum Hauptsitz der Gemeindeverwaltung.

## Politik

### Ortsrat
Der Ortsrat, der den Ortsteil Riepe vertritt, setzt sich aus fünf Mitgliedern zusammen. Die Ratsmitglieder werden durch eine Kommunalwahl für jeweils fünf Jahre gewählt. Die aktuelle Amtszeit begann am 1. November 2021 und endet am 31. Oktober 2026.
Bei der Kommunalwahl 2021 ergab sich folgende Sitzverteilung:
| Ortsrat 2021Insgesamt 5 Sitze - SPD: 3 - UWG: 1 - CDU: 1 |

### Ortsbürgermeister
Derzeitiger (2023) Ortsbürgermeister ist Hannes Langer (SPD), sein Stellvertreter ist Volker Degner (CDU). Hannes Langer ist 23 Jahre alt und somit einer der jüngsten Bürgermeister Deutschlands.

## Sehenswürdigkeiten
Der markante Kirchturm der Riepster Kirche wird wegen seiner Form „Riepster Teebürs“ (= Teedose) genannt. Er wurde durch die Weihnachtsflut von 1717, wie auch viele Häuser des Ortes, schwer beschädigt. 15 Menschen ertranken. Eine Flutmarke ist heute noch am Kirchturm auszumachen. Dort wurden 2005 einige alte Münzen und ein mehr als 450 Jahre alter Opferstock gefunden.
Im Schlickmuseum Riepe erfahren Besucher, wie das Überschlickungsprojekt des Wasser- und Bodenverbandes Emden-Riepe von 1954 bis 1994, das Landschaftsbild Riepe und Riepsterhammrich verändert hat. Per Saug- und Spülrohre wurden mehr als 100 Millionen Tonnen Hafenschlick aus Emden in kilometerlangen Rohrleitungen in jeweils mehrere hektargroße Spülfelder geleitet, um wertvollen Boden für die Landwirtschaft zu schaffen. Zur Würdigung des regional größten Bauvorhaben der Nachkriegszeit, haben der Wasser- und Bodenverband und der örtliche Bürgerverein im Dachgeschoss der Sparkasse (ehemaliges Schulgebäude) in Riepe das „Riepster Schlickmuseum“ eingerichtet. Es entstand aus einer 1993 durchgeführten Ausstellung. Für diese wurden eigens zahlreiche Dokumente, Modelle, Grafiken, Bilder, Dias und Filme zusammen getragen. Im März 2019 zog das Schlickmuseum Riepe in ehemalige Büro- und Ausstellungsflächen einer KfZ-Werkstatt in unmittelbarer Nähe um.
Riepe ist weiterhin bekannt für sein Freibad, das 2007 zu einem Naturbad umgebaut wurde. In dem Ort befinden sich auch noch eine Grundschule und Spielplätze. Durch die Gewerbegebiete „Leegmoor“ an der Landesstraße 1 und „Am Alten Handelsplatz“ an der Emder Straße hat der Ort herausragende wirtschaftliche Bedeutung für die Gemeinde. Südwestlich des Dorfes liegt weithin sichtbar einer der größten Windparks Ostfrieslands, der Windpark Ihlow des Auricher Enercon-Konzerns mit zunächst 26 und seit 2010 mit 34 großen Windenergieanlagen.

## Persönlichkeiten
Der Graphiker, Zeichner und Illustrator Hinrikus Bicker, genannt Bicker-Riepe, wurde als dritter Sohn des Tischlermeisters Andreas Bikker (1886–1975) und seiner Ehefrau Anna, geb. Neumann (1886–1959), am 21. Juli 1925 in Riepe geboren und besuchte dort die Volksschule. Bikker starb am 6. Februar 1997 in Aurich. Aufgrund seines eigenständigen Holzschnittwerkes mit religiösen Themen gehört Hinrikus Bicker-Riepe zu den wichtigsten Künstlern in Ostfriesland. In der Grundschule Riepe befindet sich ein großflächiges farbiges Wandgraffito („Riepster Landschaft“) aus dem Jahr 1960.